# Гентський договір
Гентський договір (англ. Treaty of Ghent) — мирний договір між США і Великою Британією, підписаний в Генті 24 грудня 1814 року, завершив Англо-американську війну 1812—1815 років.
На переговорах у Генті обидві сторони продемонстрували прагнення до укладення миру і, навіть не згадуючи про проблеми, що призвели до вибуху війни, шукали компромісу. В основу договору було покладено принцип відновлення довоєнного стану (status quo ante bellum). Відтак Велика Британія погодилась на виведення своїх військ із захоплених у США районів, а також відмовилася від своєї першопочаткової пропозиції створити на кордоні між США і Канадою буферну індіанську державу. Підтверджувалась непорушність кордону, визначеного Версальським мирним договором. США надали британським торговельним суднам право вільного плавання по річці Міссісіпі.
Договір не розв'язував усіх суперечностей між обома державами, проте став основою для подальших переговорів з урегулювання спірних питань, зокрема щодо свободи морської торгівлі, використання акваторії Великих Озер, уточнення лінії кордону на деяких ділянках.
Після Гентського договору ізоляціоністські настрої США набрали розмаху. Томас Джефферсон писав Джеймсу Медісону в березні 1815 року: «Нам слід якомога більше відгородитися від європейської системи, яка по суті є системою війни, і якомога наполегливіше розбудовувати американську систему». Медісон, у свою чергу, повідомляв міністру фінансів Олександру Дж. Далласу: «Чим менше ми будемо мати справу з дружбою і ворожнечею Європи, тим краще».
Генрі Адамс відзначав згодом, що після 1815 року американці перестали сумніватися в істинності обраного шляху; у них стало формуватися «вперте переконання, що в справах людства все на краще — настільки, наскільки ці справи зачіпають США».